# Campionato sudamericano di rugby 1967
Il campionato sudamericano di rugby 1967 (in spagnolo Sudamericano de Rugby 1967; in portoghese Campeonato Sul-Americano de Rugby de 1967) fu il 5º campionato continentale del Sudamerica di rugby a 15.
Si tenne in Argentina dal 24 al 30 settembre 1967 fra tre squadre nazionali e fu vinto dall'Argentina, al suo quinto successo, assoluto e consecutivo.
Il torneo fu organizzato dall'Unión Argentina de Rugby che invitò Brasile, Cile e Uruguay; il Brasile non poté rispondere all'invito perché la federazione non disponeva al momento di un numero sufficiente di giocatori ed era impossibilitata a reclutarne di sostituti tra gli universitari per via degli impegni di studio in quel periodo; dopo un primo momento in cui si pensò di non disputare il torneo, si decise comunque di dargli corso, rinunciando anche alla possibilità di rimpiazzare il Brasile con Trinidad e Tobago, con la cui federazione i contatti al fine di una possibile collaborazione non trovarono concreta realizzazione in tempo.
L'Argentina si aggiudicò il suo quinto titolo su altrettante partecipazioni.
Il valore delle marcature, come stabilito dall’IRFB nel 1948, era: 3 punti per ciascuna meta (5 se trasformata), 3 punti per la realizzazione di ciascun calcio piazzato, mark o drop.

## Squadre partecipanti
- Argentina
- Cile
- Uruguay

## Risultati
| Arbitro: | Ricardo Colombo |

|               |      |               |
| A. Cooper (2) | mt   | Cassarino     |
| A. Cooper (2) | tr   | Cassarino     |
| A. Cooper (2) | c.p. | Cassarino (2) |

| Arbitro: | Alberto Jory |

|                                                                    |      |           |
| Pascual (2) España (2) Méndez Poggi Scharenberg Travaglini Walther | mt   | Magri     |
| Méndez (3) Poggi                                                   | tr   |           |
| Poggi                                                              | c.p. | Cassarino |

| Arbitro: | Oscar Peterson |

|                             |    |  |
| España Silva Verardo Chesta | mt |  |
| Méndez                      | tr |  |

## Classifica
| Pos | Squadra   | G | V | N | P | PF | PS | DP  | Pt |
| --- | --------- | - | - | - | - | -- | -- | --- | -- |
| 1   | Argentina | 2 | 2 | 0 | 0 | 56 | 6  | +50 | 4  |
| 2   | Cile      | 2 | 1 | 0 | 1 | 16 | 29 | −13 | 2  |
| 3   | Uruguay   | 2 | 0 | 0 | 2 | 17 | 54 | −37 | 0  |